# Paradoxornis gorjagrís
El paradoxornis gorjagrís (Sinosuthora alphonsiana) és una espècie d'ocell passeriforme de la família dels paradoxornítids (Paradoxornithidae), tot i que sovint encara se'l troba classificat amb els sílvids (Sylviidae). Habita matolls i pastures del sud-oest de la Xina i nord del Vietnam. El seu estat de conservació es considera de risc mínim.